# Drosophila lacicola
Drosophila lacicola är en tvåvingeart som beskrevs av Patterson 1944. Drosophila lacicola ingår i släktet Drosophila och familjen daggflugor.
Artens utbredningsområde är Wisconsin, Minnesota, Ontario och Quebec.